# Julian Bethwaite
Julian Bethwaite (født 14. juli 1957 i Auckland, New Zealand) er en australsk båddesigner.
Blandt hans mest succesfulde modeller er B14, den olympiske jolle 49er og 29er der er en version af 49eren til ungdomssejlads.
Forud for denne serie både, havde Julian Bethwaite udformet designet af 18 footer. Han vandt med sit design flere verdensmesterskabstitler i denne bådklasse.
Julian Bethwaite er søn af Frank Bethwaite der også har designet en lang række joller og har unik viden om teorien for sejlads.[kilde mangler]